# Oecetis notata
Oecetis notata là một loài Trichoptera trong họ Leptoceridae. Chúng phân bố ở miền Cổ bắc.